# Economic Geography
Economic Geography（エコノミック・ジオグラフィー）は、クラーク大学に代わってWiley-Blackwellが発行する査読のある学術雑誌。1925年に創刊し、2012年現在の編集者はクラーク大学のユウコ・アオヤマ（Yuko Aoyama、青山裕子）、カリフォルニア大学ロサンゼルス校のデイヴィッド・リグビー (David Rigby)、 ロンドン・スクール・オブ・エコノミクスのアンドレス・ロドリゲス＝ポーズ (Andrés Rodríguez-Pose)、シンガポール国立大学のヘンリー・ワイチャン・ヤン（Henry Wai-chung Yeung）である。貿易、経済ガバナンス、金融化、個別経済の分析など経済地理学の主題を収録する。
Journal Citation Reportsによれば、この雑誌の2011年のインパクトファクターは3.975であり、カテゴリー「地理学」（Geography）に分類される73誌のうち第2位、カテゴリー「経済学」（Economics）に分類される320誌のうち第6位であった。